# آيت إعزى (حصيا)
آيت إعزى هي إحدى مشيخات المملكة المغربية، تتبع جغرافيا لإقليم تنغير وإداريًا لحصيا. يقدر عدد سكانها بـ 8796 نسمة حسب الإحصاء الرسمي للسكان والسكنى لسنة 2004.